# توکای پهلوخاکستری
توکای پهلوخاکستری (نام علمی: Turdus feae) گونه‌ای از پرندگان خانواده توکایان است.
این گونه مهاجر است و در کوه‌های شمال شرق چین زادآوری می‌کند و به جنگل‌های کوهستانی نمناک نیمه‌گرمسیری یا گرمسیری در هند و هندوچین مهاجرت می‌کند. اخیراً در بخش‌هایی از دامن، مکوانپور و نپال نیز یافت شده‌است و به عنوان یک سرگردان در شمال شرقی بنگلادش است.